# 伊拜薩巴河

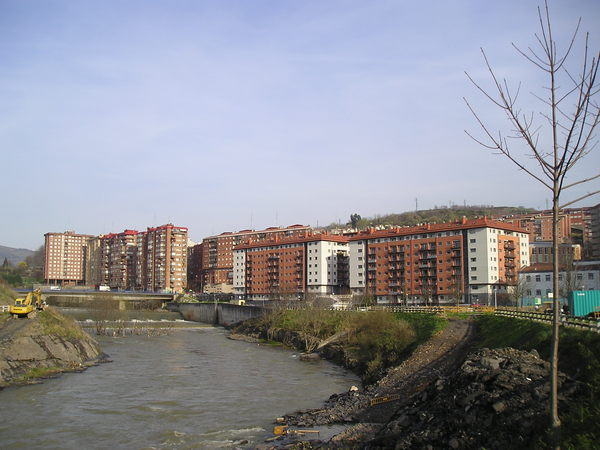
伊拜薩巴河阿里戈里亞加鎮段

伊拜薩巴河（西班牙語：Río Ibaizábal）是西班牙的河流，位於該國北部，發源自埃洛里奧附近，最終注入比斯開灣，河道全長43公里，流域面積1,900平方公里，平均流量每秒11.8立方米。

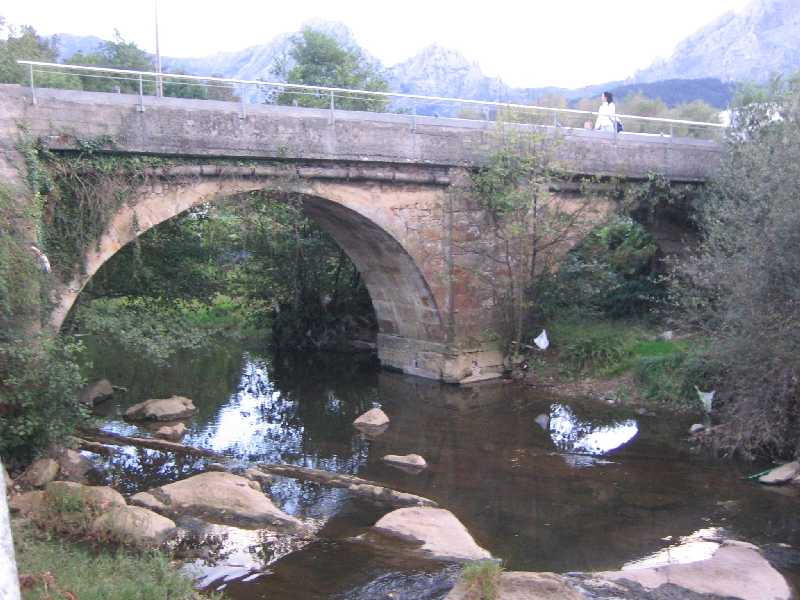
伊拜薩巴河阿瓦迪亞諾鎮段
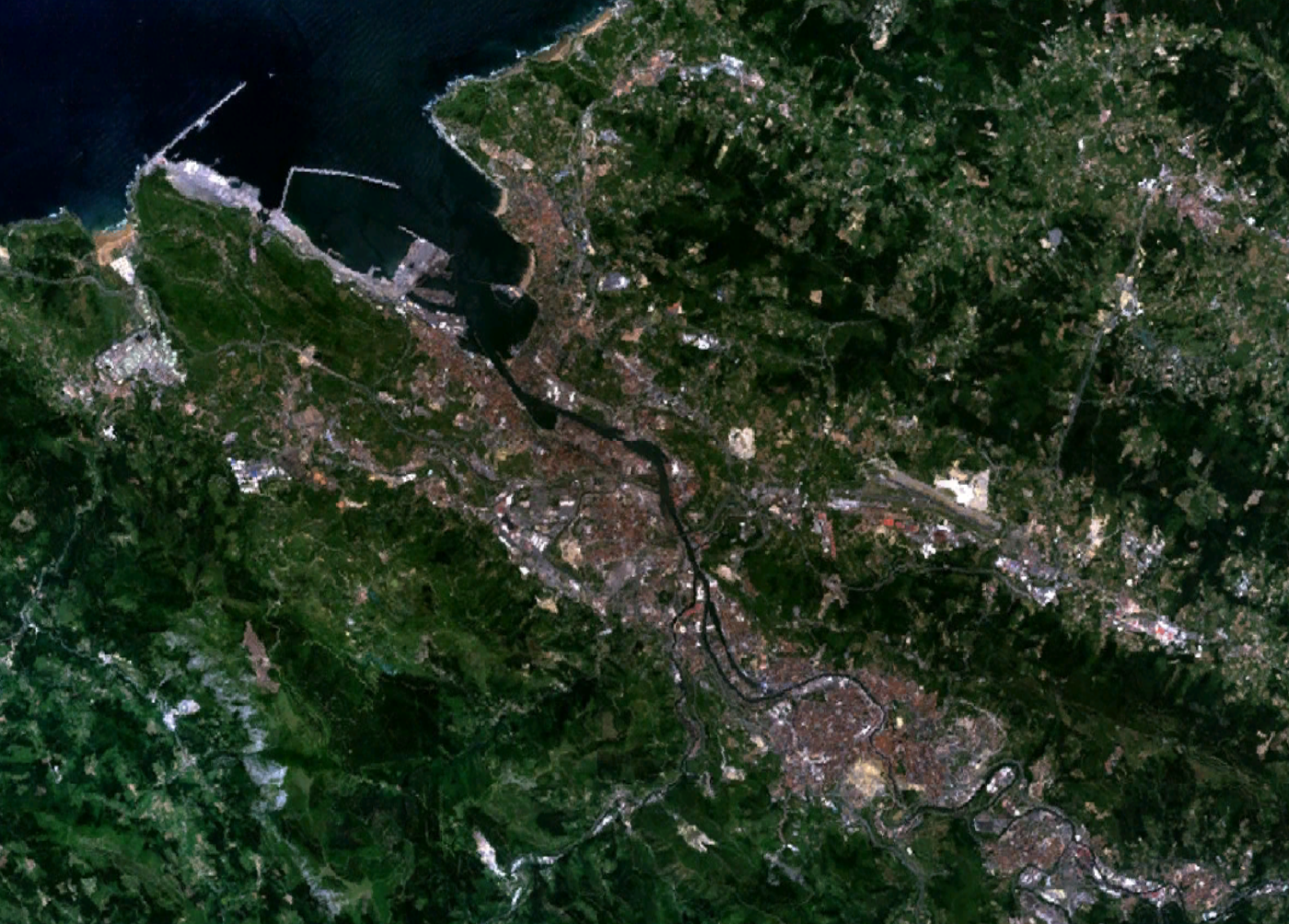
伊拜薩巴河衛星圖

43°14′24″N 2°52′34″W / 43.240°N 2.876°W